# غلين كوسي
غلين كوسي (بالإنجليزية: Glenn Cosey)‏ مواليد 17 فبراير 1992 في فلينت، هو لاعب كرة سلة أمريكي. بدأ مسيرته الاحترافية في سنة 2014. يلعب في الدوري الإيطالي لكرة السلة الدرجة الثانية كلاعب هجوم خلفي. يحمل الرقم 2. يبلغ طوله 6 قدم 0 بوصة (1.8 م). لعب مع نادي زادار لكرة السلة في الدوري الكرواتي لكرة السلة الدرجة الأولى.

## روابط خارجية
- غلين كوسي على موقع كرة السلة الأوروبية.كوم (الإنجليزية)
- غلين كوسي على موقع DraftExpress.com (الإنجليزية)
- غلين كوسي على موقع كلية كرة السلة في سبورتس رفرنس.كوم (الإنجليزية)
- غلين كوسي على موقع ريلجم (الإنجليزية)
- غلين كوسي على موقع بروبوليرز (الإنجليزية)
- غلين كوسي على موقع سبورتس رفرنس (الإنجليزية)